# Odprta zvezdna kopica
Odprte ali razsute kopice so prostorsko ratzresena skupina zvezd, ki jih, gledano z Zemlje, vidimo tesno skupaj. Gre za premočrtno področje v galaksiji, skupino zvezd, zvezdno kopico, ki so vse nastale v enakem prostorskem področju - v gostih in masivnih medzvezdnih oblakih snovi. Tako kroglaste, kot tudi odprte kopice nam veliko povedo o nastajanju in razvoju zvezd, saj so vse nastale približno v enakem časovnem obdobju, imele podobno kemično sestavo (vsebnost kovin), vendar pa so se razlikovale po začetni masi. Ker vemo, da se zvezde z različno maso razvijajo drugače, so torej te kopice primerne za študij teorije razvoja zvezd. Tipična velikost odprtih kopic je nekako nekaj deset svetlobnih let.